# Anoyo
Anoyo je desáté studiové album kanadského hudebníka Tima Heckera. Vydáno bylo 10. května 2019 společností Kranky na CD a gramofonové desce. Anoyo je pokračováním Heckerova předchozího alba Konoyo (2018). Kromě Heckera na albu hráli Motonori Miura, Yoshiyuki Izaki, Takuya Koketsu a Fumiya Otonashi, tedy stejní hudebníci, kteří se podíleli i na desce Konoyo.

## Seznam skladeb
Autorem všech skladeb je Tim Hecker.
1. That World – 9:10
2. Is But a Simulated Blur – 4:10
3. Step Away from Konoyo – 4:38
4. Into the Void – 4:48
5. Not Alone – 3:10
6. You Never Were – 8:30